# 鲍比·西尔
罗伯特·乔治·西尔（Robert George Seale，1936 年 10 月 22 日是一位非裔美国革命家、政治活动家和作家。西尔与同校同学休伊·P·牛顿以共同创立了倡导马列主义和黑人权力的政治组织黑豹党而闻名。该党以“黑豹自卫党”（Black Panther Party for Self-Defense）的名称成立，其主要活动是监督警察在黑人社区的活动并挑战他们的暴行，首先在加利福尼亚州奥克兰活动 ，后来扩展到美国各个城市 。
1968 年民主党全国代表大会期间，西尔是被美国联邦政府指控与芝加哥反越战抗议活动有关的八名共谋罪名之一。西尔在审判中的出庭被广泛报道，因为自审判开始后的一个多月内，西尔每次出庭时都被捆绑并封住嘴巴，因法官朱利叶斯·霍夫曼称存在所谓扰乱法庭秩序。
西尔的案件与其他被告的案件分开，“芝加哥八人案”变成了“芝加哥七人案”。他的案件被撤销后，政府拒绝就共谋罪名重新审判他。尽管西尔从未在该案中被定罪，但霍夫曼法官以藐视法庭罪判处他四年有期徒刑。藐视法庭罪的判决在上诉后被推翻 。
1970 年，因黑豹党怀疑其为警方线人，西尔在狱中折磨并谋杀了亚历克斯·拉克利。西尔因此被指控并接受纽黑文黑豹党审判的审判。黑豹乔治·萨姆斯二世作证说，西尔命令他杀死拉克利。陪审团未能在西尔的审判中达成裁决，指控最终被撤销。
西尔的著作包括《孤独的愤怒：鲍比·西尔自传》（A Lonely Rage: The Autobiography of Bobby Seale） 、 《抓住时机：黑豹党和休伊·P·牛顿的故事》（Seize the Time: The Story of the Black Panther Party and Huey P. Newton）和《力量归于人民：黑豹党的世界》 （Power to the People: The World of the Black Panthers，与斯蒂芬·沙姆斯（Stephen Shames）合著）。

## 早期生活
鲍比·西尔 (Bobby Seale) 出生于美国得克萨斯州利伯蒂 ，父亲乔治·西尔 (George Seale) 是一名木匠，母亲塞尔玛·西尔 (Thelma Seale，娘家姓特雷勒 (Traylor)) 是一名家庭主妇。 西尔早年的大部分时间里，他的家庭生活都十分贫困。全家在得克萨斯州内四处迁徙，先是在去了达拉斯，然后是圣安东尼奥和亚瑟港，最后在非裔大迁徙期间搬到了加利福尼亚州奥尔巴尼的科多尔尼塞斯村 。那年西尔八岁。西尔随后就读于伯克利高中，在1955年辍学并加入了美国空军。三年后，军事法庭判定他在南达科他州埃尔斯沃思空军基地与指挥官发生冲突，导致其因行为不良而被开除。
随后，西尔在多家航空航天工厂担任钣金机械师，同时利用晚上的时间学习高中文凭。“我曾在所有大型飞机制造厂和飞机公司工作过，甚至包括那些有政府订单的公司。我曾是一名顶尖的钣金技工”。高中毕业后，西尔进入梅里特社区学院学习工程学和政治学，直到1962 年。 
大学期间，鲍比·西尔加入了非裔美国人协会(Afro-American Association)，这是一个致力于自学非洲史和非裔美国人历史的校园社团，同时讨论哲学、宗教、经济和政治，也包括黑人分离主义的各个方面。“我上大学时想成为一名工程师，但由于我对美国黑人历史产生了兴趣，并试图解决其中的一些问题，所以我马上就改变了主意。” 通过 AAA 小组，西尔认识了休伊·P·牛顿。
1966 年 6 月，西尔开始在北奥克兰社区反贫困中心从事夏季青年项目工作。西尔的目标是通过“美国黑人历史”项目向年轻人传授知识，并鼓励他们对社区内部居民承担责任。在该项目工作期间，西尔结识了鲍比·赫顿，后者后来成为黑豹党第一位被招募的成员。
西尔与阿蒂·麦克米伦（Artie McMillan）结婚，并育有一子，名叫马利克·恩克鲁玛·斯塔戈尔·西尔（Malik Nkrumah Stagolee Seale）。 

## 运动和领导力

### 黑豹党
鲍比·西尔和休伊·牛頓因1965年遇刺身亡的政治活动家马尔科姆·X的教诲深受启发。 1966年10月，两人联合创立了黑豹自卫党，并将这位已故活动家的口号“不惜一切代价争取自由”作为自己的口号。在成立黑豹党之前，西尔和牛顿创建了一个名为“灵魂学生咨询委员会”（Soul Students Advisory Council）的组织。该组织的运作方式是“极端民主”，即以厌恶纪律为表现形式的个人主义。 “我们的目标是建立一个有助于培养领导力的大学校园团体；回到黑人社区，以革命的方式为黑人社区服务”。
灵魂学生顾问委员会成立后，西尔和牛顿创立了他们最为认同的团体——黑豹党。他们希望组织黑人社区表达他们的愿望和需求，以抵制体制所延续的种族主义和阶级主义。西尔将黑豹党描述为“一个代表黑人的组织，许多白人激进分子对此表示认同，并认为黑豹党是反对种族主义、腐朽的资本主义制度的正义革命阵线。” 
据西尔说，1967 年，他和牛顿从旧金山的华人书店那里获得了《毛主席语录》，并在加州大学伯克利分校出售 （p. 245）。他们用所得款项购买了武器来武装保卫黑豹党成员，以防警察暴力执法 （p. 245）。

#### 写作
西尔和牛顿共同撰写了《我们现在想要什么！》（What We Want Now!）和《我们相信什么》（What We Believe）两篇纲领。西尔称《我们现在想要什么！》体现了“我们需要的并且应该存在的那些实际的、具体的东西”；《我们相信什么》则概述了黑豹党的哲学原则，旨在教育民众，传播有关该党纲领具体内容的信息。这些著作后来成为了党的十点纲领的一部分，又称《黑豹党自卫十点纲领和计划》，是黑豹党理想和行动方式的指导方针。西尔和牛顿任命牛顿为国防部长，西尔为该党的主席。在效力于黑豹党期间，西尔一直受到联邦调查局的监视，因这是该机构反情报计划的一部分。 
1968 年，西尔撰写了《抓住时机：黑豹党和休伊·P·牛顿的故事》 （1970 年）。 

### 芝加哥八君子审判
鲍比西尔是最初的“芝加哥八人案”被告之一，被控在1968 年芝加哥民主党全国代表大会后密谋并煽动暴乱。在狱中，西尔曾说过：“成为一名革命者就是成为国家的敌人。因这场斗争而被捕就是成为政治犯。”针对西尔的指控证据实际很薄弱，因为他并没有参与抗议活动的积极策划，而是直到最后一刻才作为活动家埃尔德里奇·克利弗的替代者前往芝加哥。大会期间他只在芝加哥待了两天。 
在审判期间，西尔的律师正在进行住院治疗，由于西尔直言不讳地反对审判在自己缺乏辩护律师的情况下进行，法官朱利叶斯·霍夫曼下令在法庭上将西尔捆绑并封住嘴。在审判的很多天里，他被反复地捆绑、堵住嘴。 。
尽管西尔从未在该案中被定罪，但由于他在审判期间的情绪爆发，1969年11月5日，霍夫曼法官以16项藐视法庭罪判处西尔四年监禁，其中每项罪名监禁三个月。法官最终下令将西尔从此案中剔除。对其余被告的继续诉讼导致被告人被重新命名为“芝加哥七君子”。

### 纽黑文黑豹审判

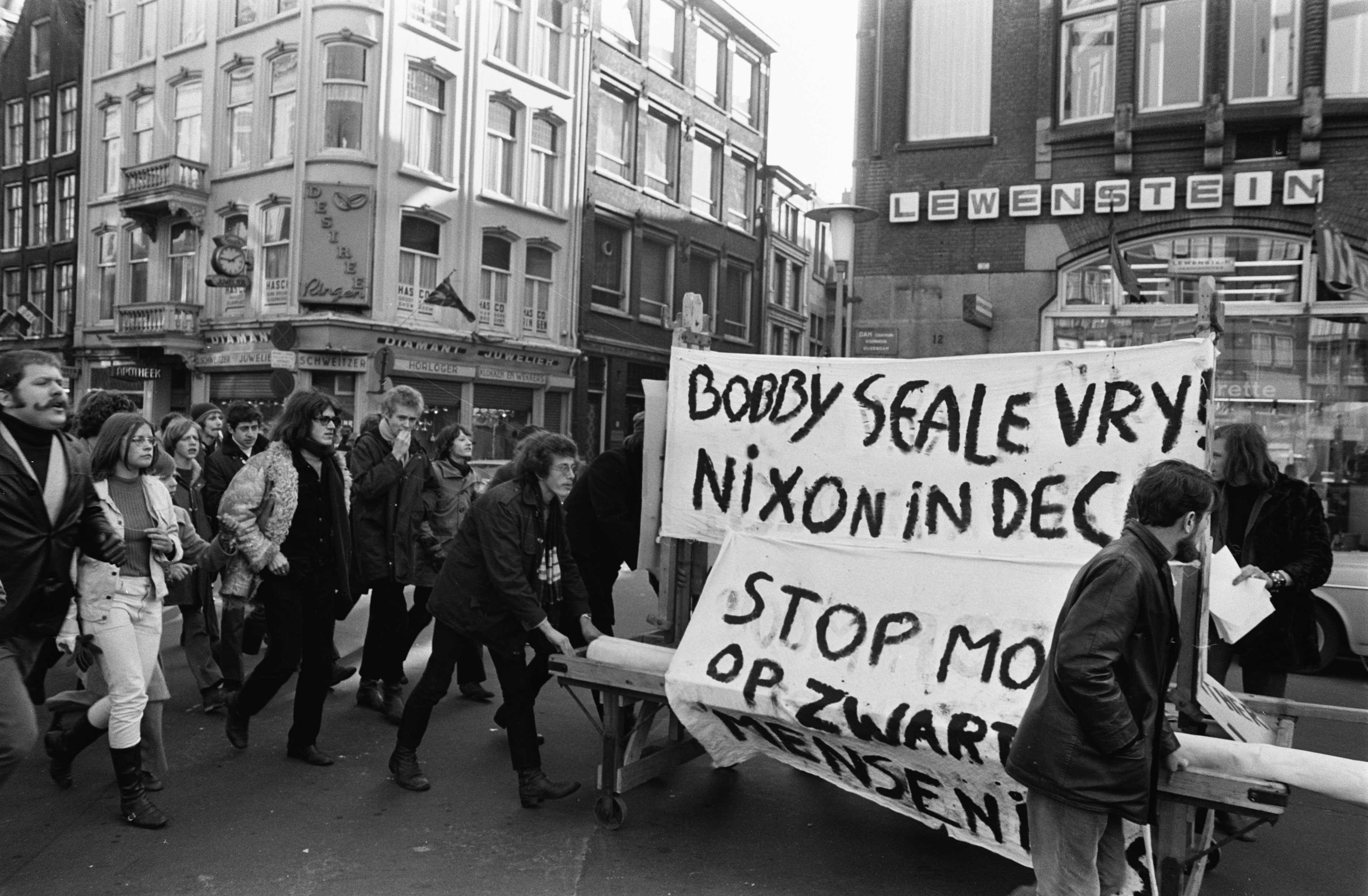
1970 年 3 月 14 日，鲍比·西尔 (Bobby Seale) 在阿姆斯特丹举行黑豹党示威活动

在服刑四年期间，西尔于1970年作为纽黑文黑豹党审判的一部分接受审判。黑豹党组织的几名干部杀害了成员亚历克斯·拉克利（Alex Rackley），被害者在严刑拷打下承认自己是警方线人。谋杀计划的领导者乔治·W·萨姆斯（George W. Sams Jr.）出庭作证，称西尔在谋杀案发生前几个小时曾到访纽黑文，并命令他杀死拉克利。 1970年五一劳动节，审判在纽黑文举行，这引发了大规模示威游行。恰好与1970年美国大学生罢课运动的开始时间相吻合。陪审团未能在西尔的审判中达成裁决，指控最终被撤销。政府暂停了对他的藐视法庭罪判决，西尔于 1972 年出狱。
当西尔入狱时，他的妻子阿蒂怀孕了。据说，黑豹党成员弗雷德·贝内特 (Fred Bennett) 是孩子的父亲。 1971 年 4 月，人们在一个疑似黑豹党藏身处发现了贝内特残缺不全的遗体。西尔被指控与这起谋杀案有关，警方怀疑他下令谋杀是为了报复这段婚外情，但并未提出任何指控。 

### 1973年和1974年的活动
1973年，西尔以民主党人身份竞选加利福尼亚州奥克兰市市长。  在这场投票率异常地高达 65%的选举中，他在九名候选人中票居第二获得 20% 的选票，而竞选连任的市长约翰·雷丁 (John Reading)获得50%的选票。尽管西尔的支持率远远落后于雷丁，但这位现任议员未能获得多数票，因此不得不进行决选，最终雷丁赢得了胜利。  
1974 年，西尔和休伊·牛顿就一部有关黑豹党的电影提案发生争执，牛顿希望伯特·施耐德 (Bert Schneider)来制作这部电影。据多方报道，争吵最终升级为打斗，据称牛顿在武装保镖的陪同下用鞭子狠狠地抽打了西尔，导致西尔需要接受重症治疗。随后，他躲藏了近一年，并于当年结束了党籍。  西尔否认发生过任何此类肢体冲突，并驳斥了有关他与牛顿之间并非朋友的传言。 

### 十点平台

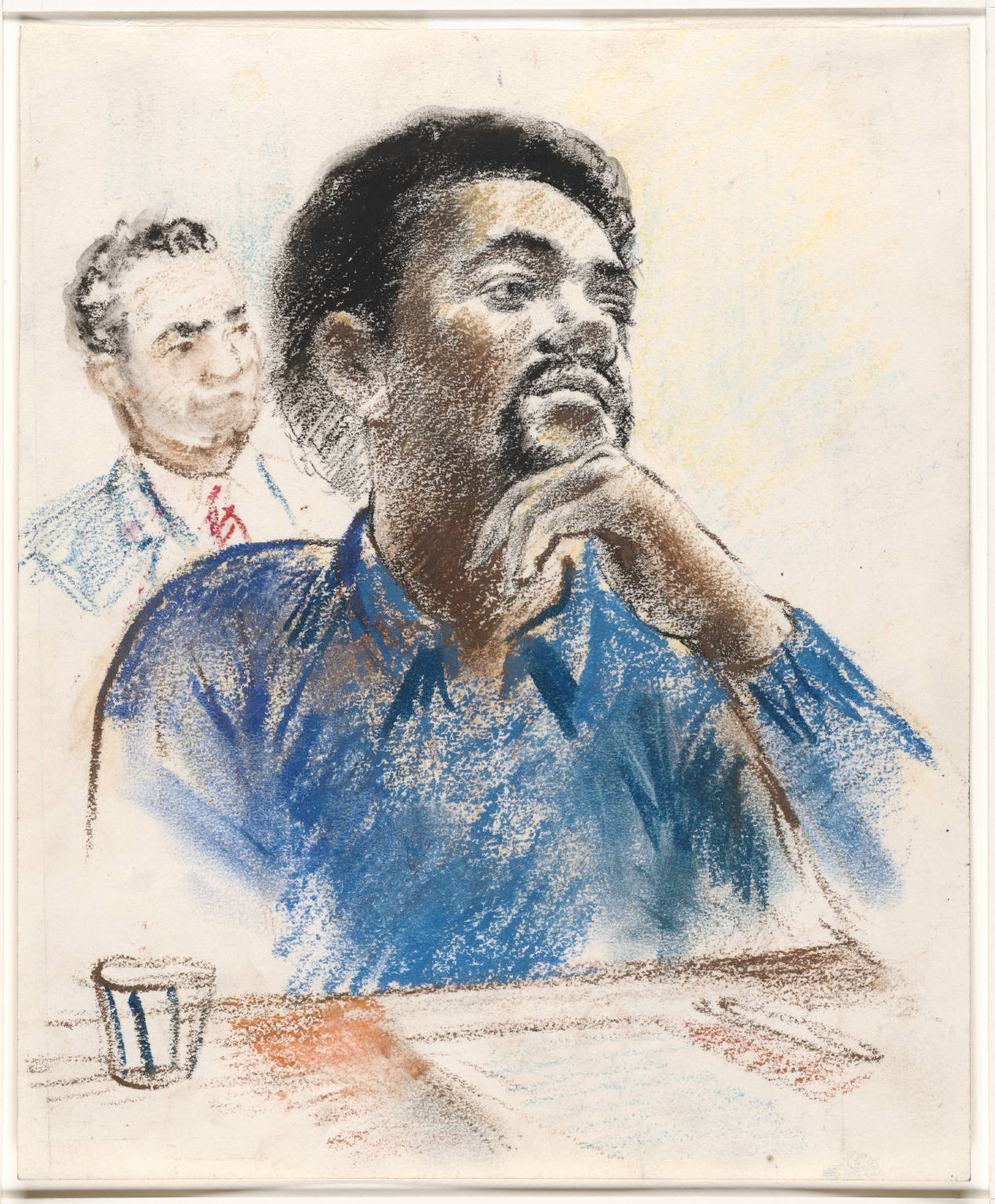
1970 年西尔受审，背景中是州检察官阿诺德·马克尔

西尔与休伊·牛顿合作创建了十点平台。其中包括他们认为对美国黑人生存所必需的政治和社会要求。两人在 20世纪60年代末制定了“十点纲领”，并在此思想的基础上成立了黑豹党。该文件概括了黑人遭受的经济剥削，并谈到了对黑人作为种族所受的虐待。这份文件对于那些遭受白人压迫的人来说很有吸引力。该文件基于这样的结论：种族主义和资本主义的结合导致了美国法西斯主义的出现。 《十点纲领》强调了黑人充分就业、舒适住房和良好教育的必要性。他们将体面教育定义为美国的完整历史，包括承认美洲原住民遭受的种族灭绝和流离失所，以及非洲人遭受的奴役。该平台呼吁释放政治犯。
十点如下： 
1. 我们想要自由。我们要有权力来决定我们黑人社区的命运。
2. 我们想要为我们的人民提供充分的就业机会。
3. 我们想要结束白人对我们黑人社区的掠夺。
4. 我们想要体面的适合人类居住的住房。
5. 我们想要我们的人民接受教育，能够揭露这个腐朽的美国社会的真正本质的教育，能够教会我们真正的历史和我们在当今社会中的角色的教育。
6. 我们想要所有黑人免服兵役。
7. 我们想要警察立即结束对黑人的暴行和谋杀。
8. 我们想要释放所有被关押在联邦、州、县和市监狱中的黑人。
9. 我们想要所有黑人在接受审判时，都能由他们的同侪或是来自黑人社区的人组成的陪审团进行审判，正如美国宪法所定义的那样。
10. 我们想要土地、面包、住房、教育、衣服、正义与和平。

## 其他工作

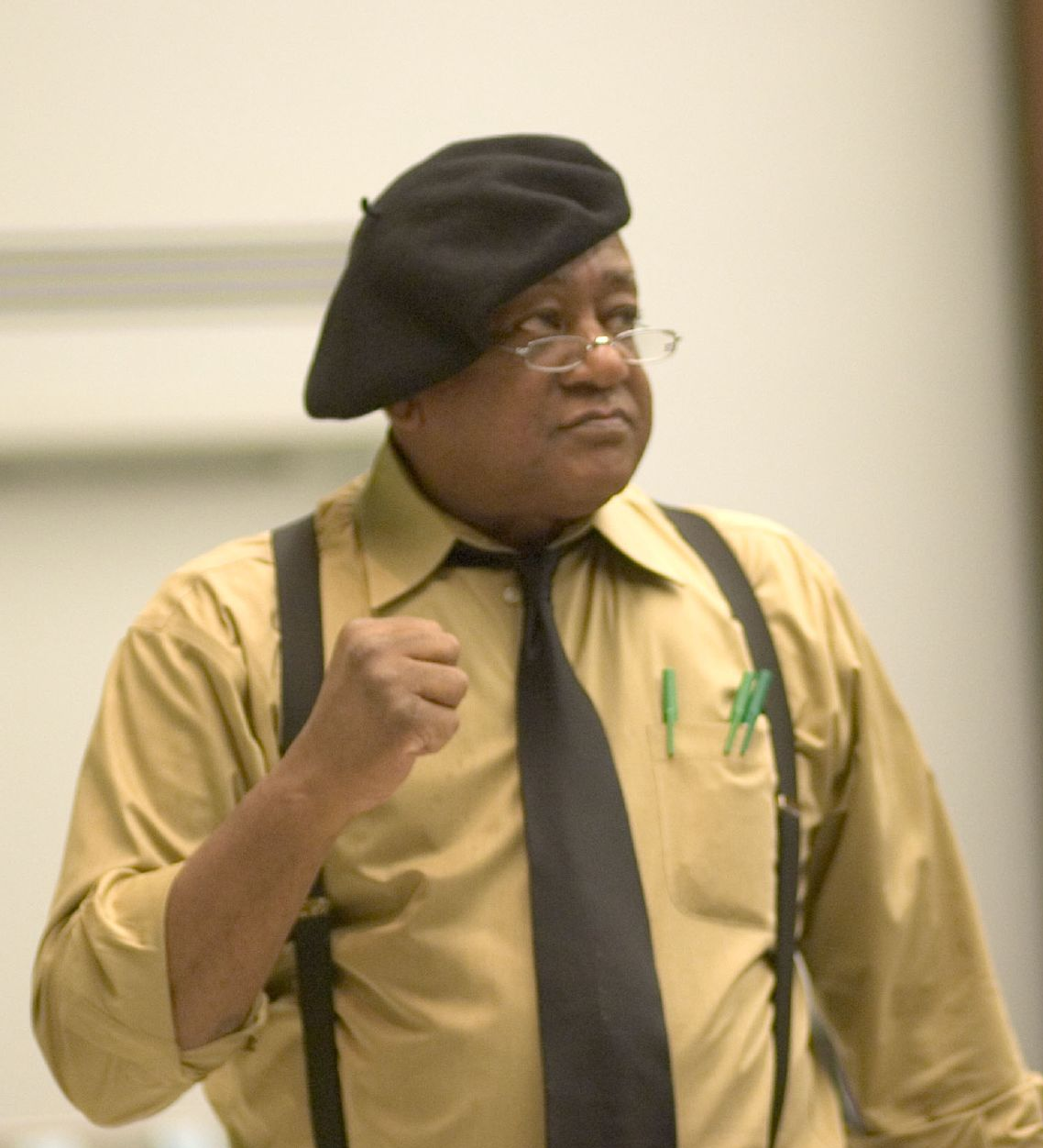
西尔于2006年2月25日在宾汉姆顿大学

1978 年，西尔写了一本自传，名为《孤独的愤怒》 。此外，1987 年，他还出版了一本名为《与 Bobby Seale 一起烧烤：山核桃和牧豆树食谱》的烹饪书，所得款项捐给了各种非营利性社会组织。 西尔还为本杰瑞冰淇淋做过广告。 
1998 年，西尔出现在电视纪录片系列《冷战》（Cold War）中，讨论 20 世纪 60 年代的事件。 1999 年，詹斯·莫伊雷尔(Jens Meurer) 执导的戏剧纪录片《人民公敌》（Public Enemy）在威尼斯电影节首映，鲍比·西尔 (Bobby Seale) 与凯瑟琳·克利弗 (Kathleen Cleaver) 、贾马尔·约瑟夫 (Jamal Joseph)和尼尔·罗杰斯 (Nile Rodgers)共同出演主角。 2002 年，Seale 开始全身心投入到一个专注于青少年教育项目的组织——Reach！。他还在费城天普大学教授黑人研究。同样在 2002 年，西尔搬回奥克兰，与年轻的政治倡导者合作影响社会变革。  2006年，他出现在纪录片《美国诉约翰·列侬》中，讨论他与约翰·列侬的友谊。西尔还访问了 500 多所大学，分享他作为黑豹党员的个人经历，并为有志于社区组织和社会正义的学生提供建议。
自 2013 年以来，西尔一直在寻求制作根据他的自传《抓住时机：第八名被告》撰写的剧本。  
西尔与摄影师斯蒂芬·沙姆斯（Stephen Shames）合著了《力量归于人民：黑豹党的世界》（Power to the People: The World of the Black Panthers） ，该书于 2016 年出版。 

## 在流行文化中
- 1968 年，西尔出现在阿涅斯·瓦尔达 (Agnès Varda ) 的纪录片《黑豹》中。
- 格雷厄姆·纳什 (Graham Nash)于 1971 年创作的歌曲《芝加哥》中提到了西尔在审判期间被捆绑并堵住嘴巴的情景。 [41]
- 吉尔·斯科特-赫伦 (Gil Scott-Heron)于 1973 年创作的诗歌兼歌曲《H2Ogate Blues》提到了西尔在审判期间被拴上链子并堵住嘴巴的情景。 [42]
- 1987 年，卡尔·伦布利 (Carl Lumbly)在HBO电视电影《阴谋：芝加哥八君子审判》中饰演西尔。
- 1995 年，在根据梅尔文·范·皮布尔斯 (Melvin Van Peebles ) 的小说《黑豹》改编的电影中，考特尼·B·万斯 (Courtney B. Vance)饰演西尔，该片由马里奥·范·皮布尔斯 (Mario Van Peebles)制作并执导。
- 1995 年，《辛普森一家》的“辛普森妈妈”一集中提到了西尔；莫娜·辛普森（霍默的母亲）声称自己校对了西尔的食谱（即上文提到的《与鲍比·西尔一起烧烤》）。 [43]
- 罗贝托·波拉尼奥（Roberto Bolaño ）2004 年的小说《 2666》中出现了一个以西尔为原型的角色。 [44]
- 2007 年，杰弗里·赖特 (Jeffrey Wright)在动画纪录片《芝加哥十人案》中为西尔配音。
- 2011 年，奥兰多·琼斯在电视电影《芝加哥八君子》中饰演西尔。
- 2011 年，肯德里克·拉马尔 (Kendrick Lamar)在他的首张专辑Section.80中的歌曲“ HiiiPoWeR ”中提到了西尔 (Seale) (与弗雷德·汉普顿 (Fred Hampton)和休伊·牛顿 (Huey Newton) 一起)。
- 2020 年，叶海亚·阿卜杜勒-迈丁二世在艾伦·索尔金的Netflix电影《芝加哥七君子审判》中饰演西尔。
- 2021 年，电影《犹大与黑弥赛亚》中，一名警察在评论一幅他在审判中被捆绑的图画时提到了西尔。
- 2021 年， Showtime纪录片《阿提卡》中提到了西尔，囚犯们表示西尔在暴乱期间到达，但似乎对西尔只待了几分钟感到失望。
- 2024 年，演员乔丹·克里斯蒂 (Jordane Christie) 在电视迷你剧《大雪茄》中饰演西尔。

## 著作
- Seale, Bobby. . Baltimore, Maryland: Black Classic Press. 1991 [1970]. ISBN 978-0-933121-30-0.
- Seale, Bobby. . New York: Times Books. 1978. ISBN 978-0-812907-15-5.
- Seale, Bobby; Shames, Stephen. . New York: Abrams Books. 2016. ISBN 978-1-419722-40-0.

## 扩展阅读
- 由 Mark L. Levine、George C. McNamee 和 Daniel Greenberg 编辑 / Aaron Sorkin 作序。芝加哥七君子审判：官方记录。纽约：西蒙与舒斯特，2020 年。ISBN 978-1982155094国际标准书号 978-1982155094 。OCLC 1162494002OCLC 1162494002
- 由乔恩·维纳 (Jon Wiener)编辑并作序。街头阴谋：芝加哥七君子的非凡审判。后记由汤姆·海登 (Tom Hayden)撰写，绘图由朱尔斯·菲弗 (Jules Feiffer)绘制。纽约：新出版社，2006 年。ISBN 978-1565848337国际标准书号 978-1565848337
- 皮尔逊，休。黑豹的阴影：休伊·P·牛顿和美国黑人权力的代价。 Addison-Wesley，1994 年。ISBN 0201483416国际标准书号 0201483416 。
- 由 Judy Clavir 和 John Spitzer 编辑。阴谋审判：芝加哥八人案审判的扩展编辑记录。包括动议、裁决、藐视法庭传票、判决和照片。由威廉·昆斯特勒 (William Kunstler)撰写介绍，由伦纳德·温格拉斯 (Leonard Weinglass)撰写序言。印第安纳波利斯：Bobbs-Merrill 公司，1970 年。ISBN 0224005790国际标准书号 0224005790 。OCLC 16214206OCLC 16214206
- 舒尔茨，约翰。芝加哥七人阴谋案审判。前言由卡尔·奥格斯比 (Carl Oglesby)撰写。芝加哥：芝加哥大学出版社，2020 年。ISBN 9780226760742国际标准书号 9780226760742 。 （最初于 1972 年出版，名为《动议将被拒绝》 。）